# Jeanne Louise Victoire
Jeanne Louise Victoire, dite Zoé, née en 1787 et morte après 1792, est une fille adoptive du roi et de la reine de France, Louis XVI et Marie-Antoinette d'Autriche.  Ils l'adoptent en 1790.

## Biographie
Elle est la fille d'un huissier, elle a deux sœurs aînées. Lorsque ses parents meurent en 1790, elle est adoptée par Louis XVI et Marie-Antoinette. Zoé était très proche du dauphin Louis-Charles, ainsi la reine décide de la garder auprès de la famille royale, tandis que ses sœurs sont envoyées dans un couvent aux frais de la reine. 
Lors de la fuite à Varennes, elle est envoyée dans un couvent, Marie-Antoinette continuera d'assurer les dépenses des trois filles, jusqu'à son enfermement au Temple. On perd sa trace après 1792.